# Dozaleh
Le dozaleh (en persan: دوزَله ) est un instrument folklorique irano-kurde,. Le dozaleh est composé de deux tuyaux et de deux anches simples battantes; l'un des deux tuyaux est utilisé pour produire la mélodie et l'autre pour l'accompagnement harmonique, parfois utilisé en bourdon.
Il ressemble à un ney-anbān et il est très dynamique dans les ornementations.

## Appellations
L'instrument est appelé dozaleh ( دو زَله ) au Kurdistan, issu du terme zal ( زَل ), le mot kurde pour la racine du roseau.
L'instrument porte différents noms en Iran. Il est connu sous le nom de Jannati (en persan, «paire»: جفتی) dans l'Hormozgan, Do Ney (persan, «deux roseaux»: دو نی) dans le Lorestan, Do Sazeh (en persan, «deux structures»: دو سازه) dans la province du Khorassan du Sud et Ghoshmeh (en persan: قوشمه) parmi le peuple kurde de Khorassan.
L'origine du terme ghoshmeh semble provenir de la tradition de fabrication des instruments à partir d'os d'oiseaux, bien que certains linguistes suggèrent d'autres origines, comme le terme «paire».

## Ghoshmeh

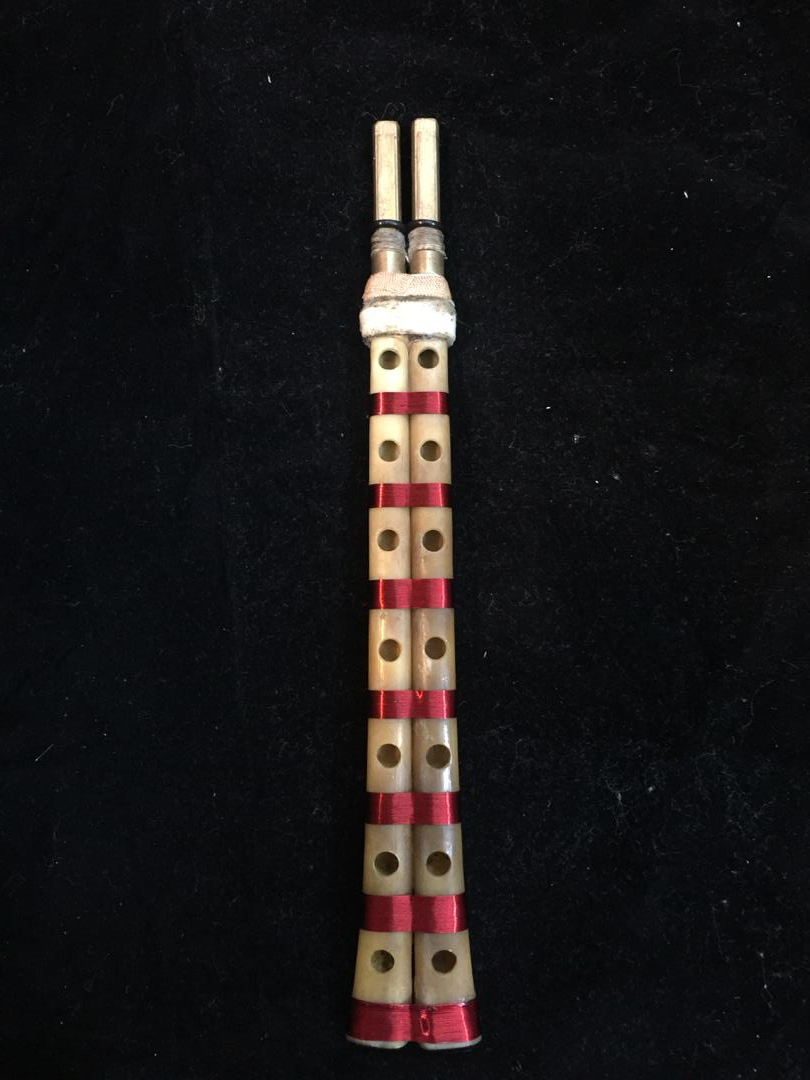
Ghoshmeh. (قشمه استخوانی "ghoshmeh en os"). Instrument fabriqué à partir d'os d'oiseaux
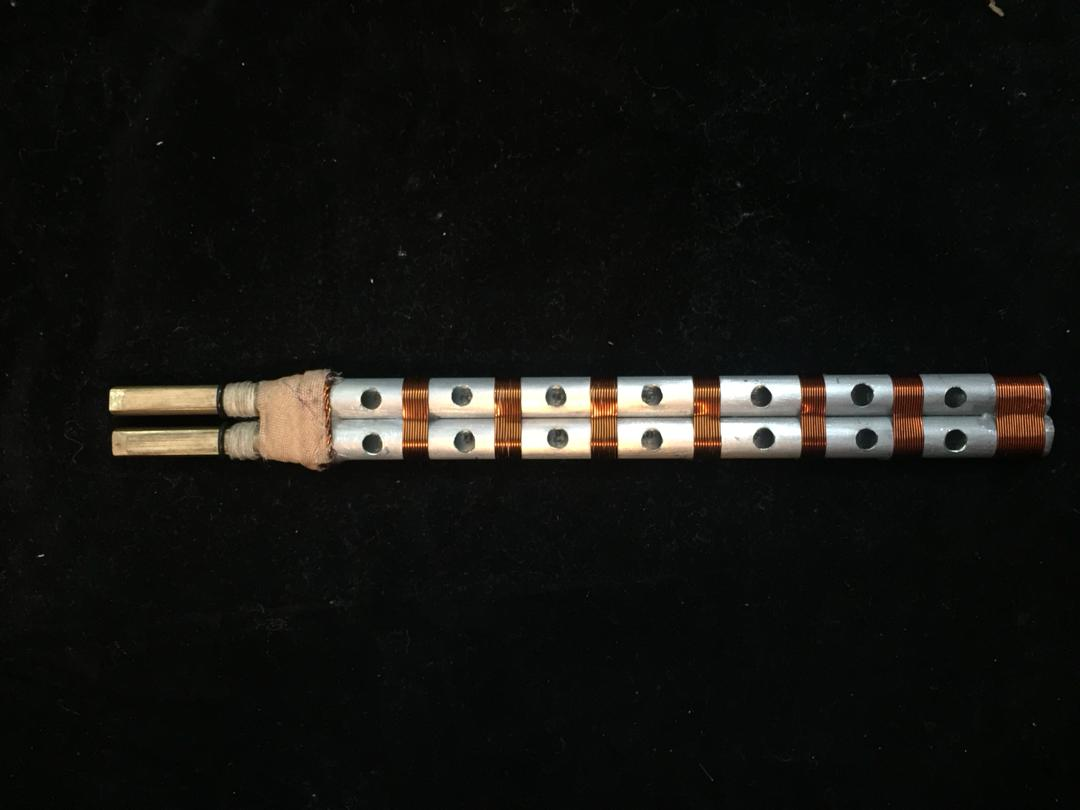
(قوشمه از جنس آلمینیوم "ghoshmeh à corps en aluminium")
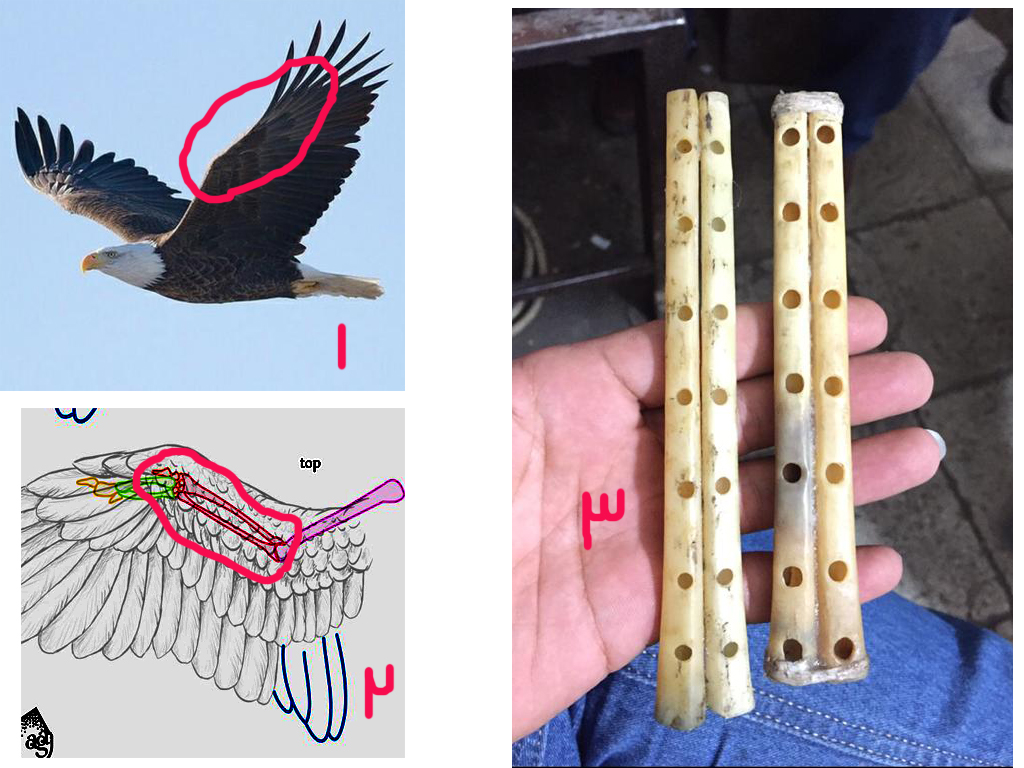
Image montrant l'emplacement des os d'aigle utilisés pour fabriquer le ghoshmeh et les os au stade du polissage.
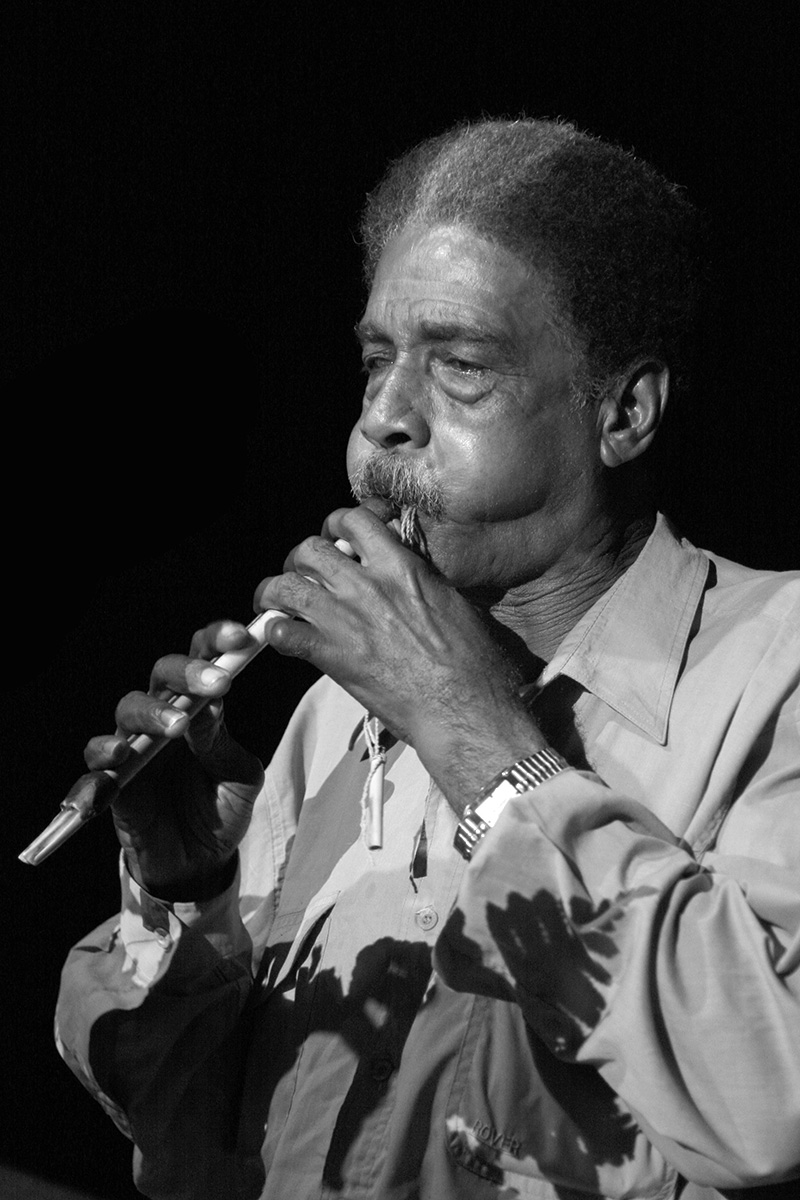
Le musicien Ghanbar Rastgoo jouant la version Hormozgan du "Saz" (instrument, ساز) + "gifti" (apparié, جفتی). (Saz gifti, instrument apparié, ساز جفتی).
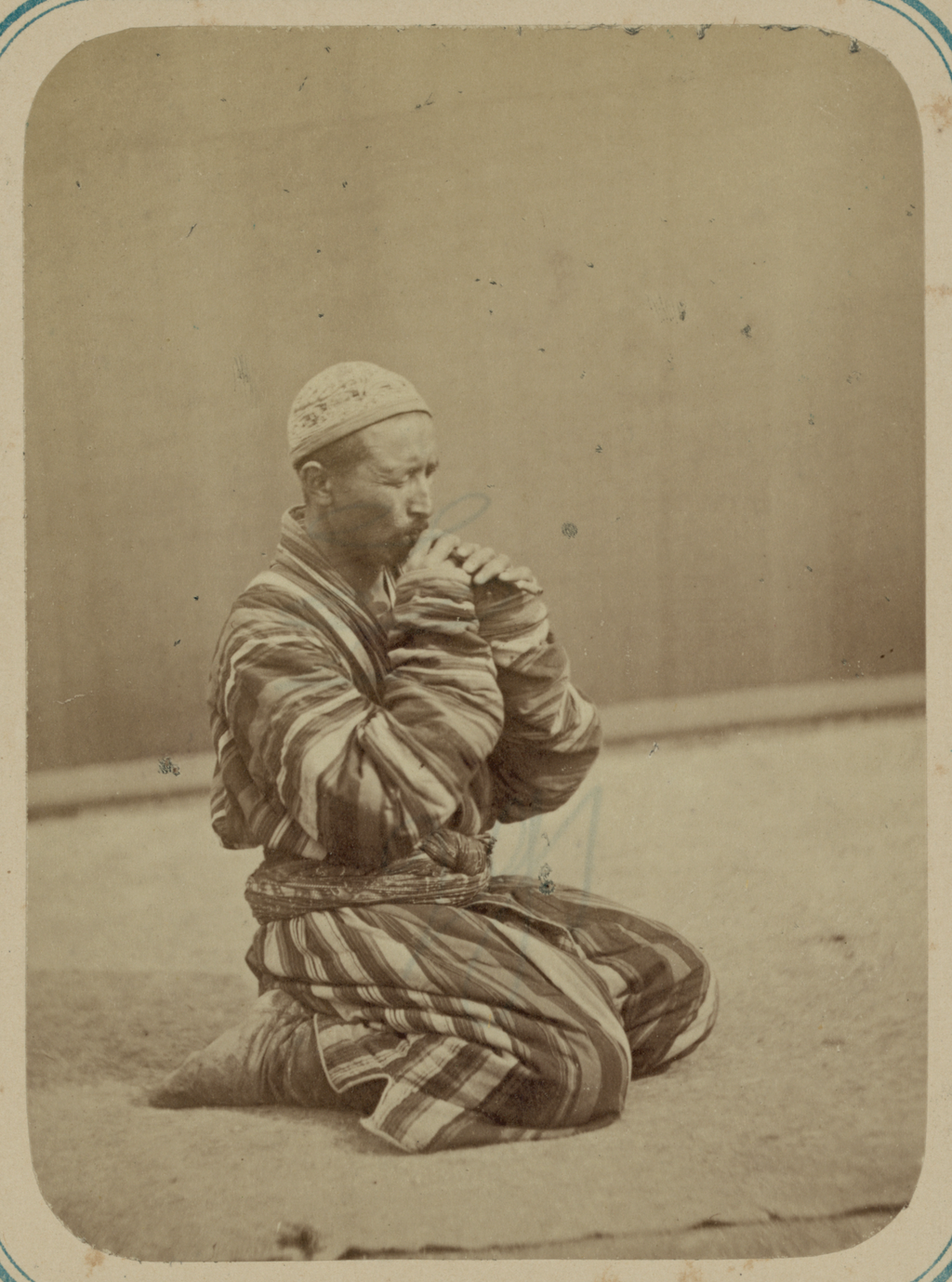
Musicien du Turkestan russe, vers 1872, jouant du koshnai (variation du mot ghoshmeh).

## Historique
Le dozaleh ou (donay en kurde) est un instrument très ancien qui est l'un des premiers instruments à vent iraniens. Dans les régions kurdes, cet instrument est fabriqué à partir d'une plante appelée zaleh, qui pousse proche des rivières.
À l'époque moderne, le corps de l'instrument est également fabriqué à partir de tubes en aluminium ou en cuivre.

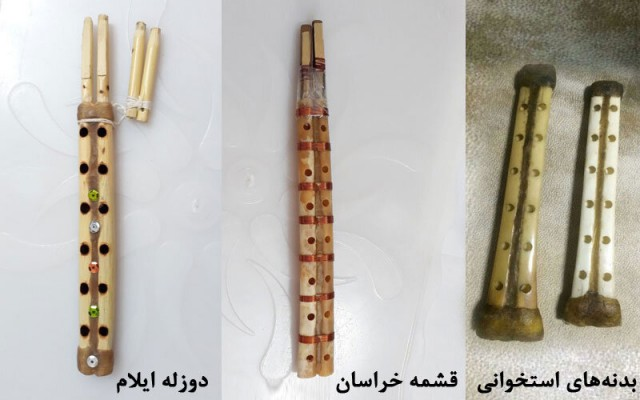
Cette photo montre trois modèles différents de dozaleh: les modèles à droite sont fabriqués avec des os d'animaux, le dozaleh au milieu provient de la région de Khorassan et sur la photo de gauche des régions kurdes.

L’instrument est considéré comme suffisamment important pour la culture et l’histoire iraniennes pour susciter l’intérêt pour celui-ci, grâce à son inscription sur la liste du patrimoine national iranien. Il est placé dans des œuvres du Khorassan du Nord dans le "domaine du patrimoine culturel immatériel", article 1543: Techniques et savoir-faire pour fabriquer l'instrument local de Ghoshmeh.

## Jeu
Cet instrument possède 5 à 7 trous dans chaque corps. Il est joué avec les trois doigts du milieu de chaque main, qui sont placés sur les trous d'harmonie de l'instrument. Les pouces maintiennent l'instrument par derrière mais l'instrument ne comporte aucun trou à l'arrière. Le musicien met l'embouchure avec les anches de l'instrument dans sa bouche et souffle dedans.
Il mesure une vingtaine de centimètres.
Le dozaleh, le gheshmeh comme le ney iranien accompagnent le doyre, le tombak et le dahol dans des cérémonies festives. Son répertoire inclut la danse et le chant. 
Il possède un timbre aigu et un son puissant dans les aigus. Sa sonorité est proche de celui du neyanban, en plus claire. Son ambitus atteint 2 octaves.